# William Aislabie
William Aislabie (Studley Royal, 1699 – Studley Royal, 17 maggio 1781) è stato un politico inglese.
Appartenente al Partito Tory, è stato membro della Camera dei Comuni per 60 anni, dal 1721 al 1781; è stato quindi il membro del Parlamento più a lungo in carica per più di cent'anni dalla sua morte, quando il suo record fu superato da Charles Pelham Villiers.

## Biografia

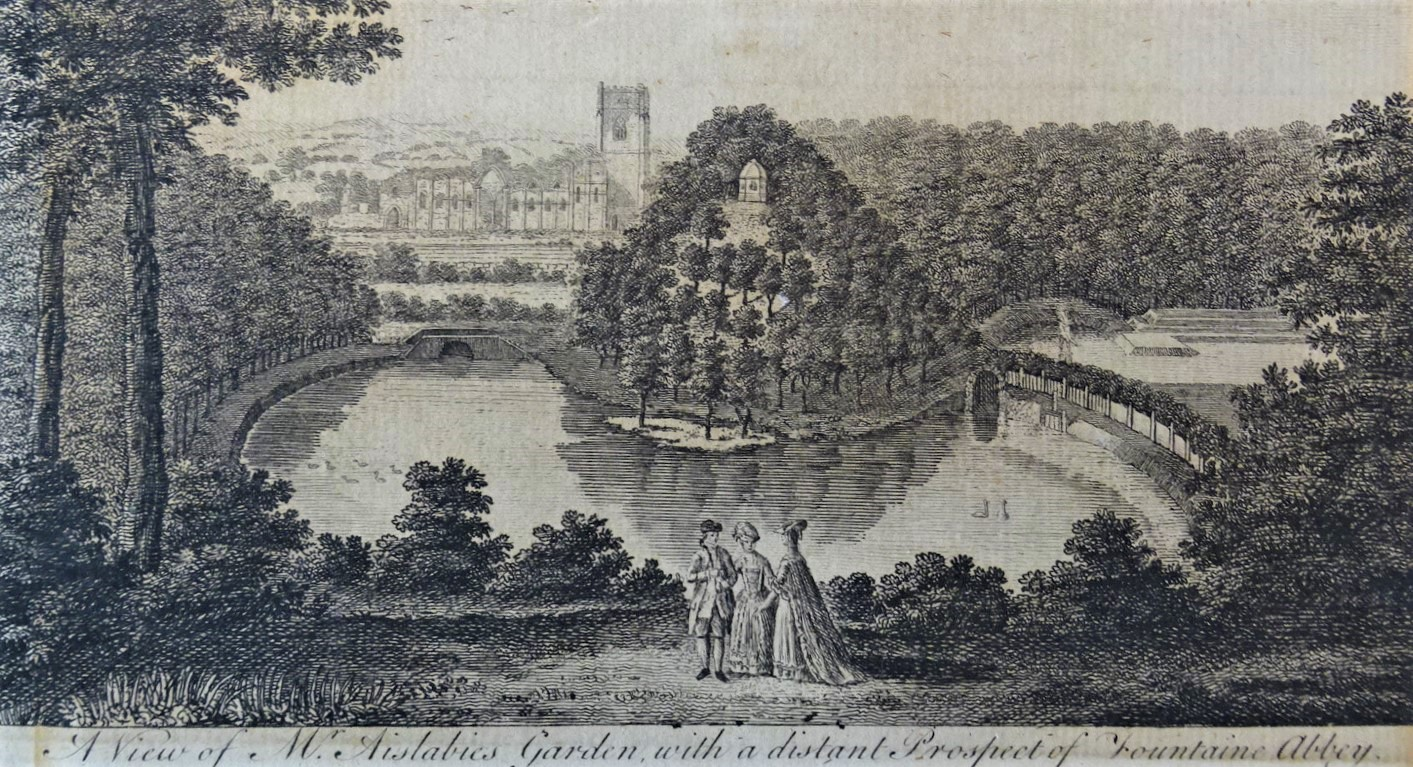
Il parco della tenuta di Studley Royal nel 1780.

Aislabie era il figlio di John Aislabie, di Studley Royal, nel North Yorkshire, e della sua prima moglie Anne Rawlinson, figlia di Sir William Rawlinson. Alla morte del padre, nel 1742, ereditò e ristrutturò l'area boscosa di Hack Fall Wood, vicino a Grewelthorpe, oltre che la tenuta di Studley, e nel 1768 acquistò per 16000 sterline l'adiacente tenuta di Fountains. Come suo padre John, Aislabie destinò molto del suo tempo e delle sue energie allo sviluppo delle sue proprietà, coltivando un interesse particolare nella creazione di giochi d'acqua e giardini. Nel 1781, diede via ai lavori di ristrutturazione dell'Obelisco di Ripon, un monumento fatto costruire da suo padre, a cui aggiunse una banderuola a forma di suonatore di corno.

### Carriera politica
Quando Aislabie raggiunse la maggiore età, all'incirca nel 1721, suo padre John, che ricopriva la carica di Cancelliere dello Scacchiere, fu coinvolto nello scandalo della South Sea Company, espulso dalla Camera dei Comuni e imprigionato per corruzione. La famiglia acquistò una proprietà per William a Kirkby Fleetham, e Aislabie fu eletto membro del Parlamento per il collegio di Ripon il 17 maggio 1721, succedendo così al padre, precedentemente detentore dello stesso seggio. Poiché il collegio di Ripon eleggeva due membri del Parlamento, Aislabie condivise inizialmente il seggio con suo zio William; in seguito, anche suo cugino, anch'egli di nome William Aislabie, fu eletto come secondo membro.
Aislabie rimase il membro del Parlamento per il collegio di Ripon fino alla morte, nel 1781, per un periodo continuativo di 60 anni e 47 giorni. Dal 1768 al 1781, in quanto membro del Parlamento con il più lungo servizio ininterrotto, ottenne il titolo di Father of the House of Commons. Tenne il suo ultimo discorso alla Camera nel 1770, intervenendo nel dibattito sulla legge per i canali del Duca di Bridgewater, e votò per l'ultima volta nel 1773. Nel 1779, era noto che la vecchiaia e la malattia gli impedissero di partecipare ai lavori della Camera.
Inoltre, nel 1738, Aislabie fu nominato Auditor of the Imprests (revisore degli anticipi), una carica dipendente dal Cancelliere dello Scacchiere, e dal 1749 fino alla sua morte fu il conservatore della corte concistoriale della Diocesi di York.

### Famiglia
All'incirca nel 1722, Aislabie sposò Lady Elizabeth Cecil, figlia di John Cecil, VI conte di Exeter, da cui ebbe due figli e due figli. Lady Elizabeth morì nel 1733, e nel 1745 Aislabie sposò Elizabeth Vernon, figlia di Sir Charles Vernon di Farnham, nel Surrey, da cui ebbe un figlio e una figlia. Nessuno dei figli maschi sopravvisse al padre, e la proprietà di Studley Royal fu lasciata alla figlia Elizabeth, moglie di Charles Allanson, anch'egli membro del Parlamento per Ripon. La tenuta di Kirkby Fleetham fu invece ereditata da un'altra figlia, Ann Sophie.